# 이천 수광리 오름가마
이천 수광리 오름가마는 대한민국 경기도 이천시 신둔면 수광리에 있는 가마이다. 2016년 2월 15일 대한민국의 국가등록문화재 제657호로 지정되었다.

## 개요
1949년 초축된 칠기가마를 1962년 개축한 12칸 계단식 칸가마로서, 벽체 및 천정을 벽돌(봉통부는 망생이)로 축조하였으며 외부는 점토를 발라 마감하였다.
길이가 약 27m로 길고 칸수가 12칸으로 많은 것이 특징인데 내벽 폭이 1번 칸은 1.65m, 12번 칸은 3m로 뒤로 올라갈수록 넓어지는 구조이며, 아궁이에서 굴뚝을 바라보아 오른쪽으로 각 칸마다 출입구 1개, 불보기 창이 1개씩 설치되어 있다.

## 등록 사유
근대식 축요기술이 도입되어 한국화된 현대 장작가마의 초기양식으로 12칸에 이르는 규모와 구조가 특징적이며, 한국 근·현대 전통도자의 중심지인 이천의 초창기 요업실태를 반영하는 중요한 자료이다.

## 참고 자료
- 이천 수광리 오름가마 - 국가유산청 국가유산포털